# Dublinfolk
|  | Dubliners bog af James Joyce - ikke at forveksle med The Dubliners irske folkemusikgruppe. |
Dublinfolk (engelsk: Dubliners) er den irske forfatter James Joyces første prosaværk. De femten noveller, som udkom i 1914, giver en naturalistisk skildring af irsk middelklasseliv i og omkring Dublin omkring år 1900.
Novellerne blev skrevet, da den irske nationalisme var på sit højeste, og man søgte efter national identitet og mål, i et turbulent krydsfelt mellem historie og kultur. Joyce følte, at den irske nationalisme, ligesom katolicismen og det britiske styre i Irland, var ansvarlig for en kollektiv lammelse af irerne. Han opfattede Dublinfolk som en "poleret lup", han gav til irerne, som et "første skridt mod [deres] åndelige frigørelse".
Joyce udstyrede flere af novellerne med øjeblikke af selverkendelse eller åbenbaring, også kaldet epifani,
De første tre noveller i samlingen har jeg-fortæller, med børn som hovedpersoner, mens de efterfølgende noveller er skrevet i tredje person og omhandler livet og bekymringerne for stadigt ældre mennesker, i tråd med Joyces opdeling af samlingen i "barndom, ungdom, modenhed og det offentlige liv". Mange af personerne i Dublinfolk optrådte senere i mindre roller i Joyces roman Ulysses. 

## De femten noveller
Herunder følger sammendrag af handlingen i de femten noveller.

### Søstrene
En dreng bor hos sin onkel og tante, sammen med en gammel mand ved navn Cotter, som en dag fortæller, at præsten fader Flynn er død. Drengen var ven med fader Flynn, som han bragte snustobak, og som til gengæld lærte ham mange ting, bl.a. om den katolske kirke, om messen og præstens opgaver. Cotter synes, det var forkert at lade drengen være sammen med den gamle præst, fordi børn er så modtagelige; drengen skulle hellere have holdt sig til drenge på sin egen alder. Den følgende nat drømmer drengen, at et mumlende gråt ansigt forfølger ham, fordi det ønsker at skrifte for ham, og tilstå at have handlet med hellige genstande.:7-11 
Næste dag går drengen med sin tante hen til præstens hus, hvor hans to søstre Nannie og Eliza også bor, for at se den døde ligge i sin kiste. Bagefter, over en kiks og et glas sherry, går snakken om den døde præst. Eliza synes, han forandrede sig kort før sin død. Som præst var han meget samvittighedsfuld, og så var det, han kom til at ødelægge en alterkalk. Efter det begyndte han at hænge med næbbet og isolere sig. En aften blev han kaldt ud på husbesøg, men han var ikke at finde nogen steder. Til sidst kiggede man i kirken, og ”der var han, han sad helt alene i mørket inde i skriftestolen, lysvågen og ligesom lo for sig selv!”:12-16 

### Et møde
En dreng leger hver aften efter skole ”Det vilde Vesten” med sine kammerater. Skolen keder dem, så i stedet for lektier læser drengene comboyhæfter. En junimorgen pjækker drengen og går i stedet på eventyr i nabolaget, sammen med kammeraten Mahony. På deres vej ned mod floden kommer de to først lidt op at slås med nogle pjaltede børn, som tror de er protestanter, og kigger så længere henne på kraner og maskiner og arbejdsmænd. De tager færgen over floden og ser en norsk tremaster blive losset for tømmer. En indskydelse får drengen til at kigge efter, om nogen af sømændene har grønne øjne. De køber noget frokost og spiser det, og så giver Mahony sig til at jagte en kat, og ender ude på en mark. Lidt efter lægger de sig på en skråning og kigger ud over floden – for nu er det blevet for sent til, de kan nå helt ud til havet, som de ellers havde planer om.:17-21 
Efter en tid dukker en lurvet klædt gammel mand op og begynder at snakke med de to, eller nærmere til dem. Først spørger han til deres kendskab til store forfattere, som Thomas Moore, Walter Scott og lord Lytton. Så spørger han, hvor mange kærester de to drenge har. Så snakker han om piger, om deres bløde hår og hænder. Hans monolog kører lidt i ring, og så undskylder han sig og går lidt afsides, tilsyneladende for at onanere, sådan forekommer det i hvert fald Mahony; drengen ser det ikke, for han har hele tiden kigget ned. Da manden kommer tilbage, sætter Mahony igen efter katten, så drengen nu er alene med manden. Denne begynder at snakke om straf, om at til uartige drenge er det ikke nok med en ørefigen, men derimod ”en rigtig varm omgang prygl”. Drengen kigger forbavset op i mandens ansigt, og ser ”et par flaskegrønne øjne der stirrede på mig under en fortrukken pande”. Da manden fortsætter med detaljerede beskrivelser af afstraffelse, rejser drengen sig og siger farvel, og med bankende hjerte kalder han på Mahony.:22-26 

### Arabien
På halvmørke vinteraftener løber en halvstor dreng og leger med sine kammerater i Dublins gader. De skjuler sig for de voksne de ser, men Mangans søster ved godt de er der, og bliver stående udenfor, til de dukker frem i lyset. Drengen tænker meget på Mangans søster, med ømme følelser, og holder øje med hende. Han følger efter hende hver dag på vej til skole, men snakker aldrig med hende. En dag siger Mangans søster noget til drengen, som bliver helt perpleks. Hun spørger, om han skal hen på ”Arabien”, som er den lokale lørdagsbasar. Hun vil gerne, men må ikke. Drengen lover hende galant, at hvis han kommer på basaren, tager han noget med til hende. I dagene indtil lørdag kan drengen ikke koncentrere sig om sin skole, men tænker på pigen. Lørdag morgen minder han sin onkel om, han skal have penge til basaren om aftenen. Den aften kommer onkelen sent hjem, og han har glemt aftalen med basaren. Drengen får sine penge og skynder sig afsted. Da han ankommer, er basaren næsten lukket, men en enkelt bod med vaser og testel er stadig åben. I boden står en ung dame og flirter med to unge mænd. Da damen spørger drengen, om han skal have noget, bliver han modløs og siger nej. Og bliver snart efter vred på sig selv.:27-33 

### Eveline
Nittenårige Eveline bor i barndomshjemmet sammen med sin far og sin bror; moderen og en anden bror er døde. Hun tænker tilbage på sin barndom, på legekammeraterne og på faderen, som var i bedre humør dengang, hvor moderen endnu levede. Nu er han humørsyg og mistroisk, og Eveline har det hårdt med at passe hus for ham og broderen, foruden sit job i et varehus. Men i dag skal hun rejse langt bort, til Buenos Aires sammen med sømanden Frank, hun har kendt et stykke tid og som har et hjem til hende derude. Han er venlig, mandig og varmhjertet, og nu er hun begyndt at holde af ham. Men faderen har modsat sig forholdet, så Eveline og Frank har på det sidste set hinanden i smug. Da hun går hen ad gaden med sin kuffert, spiller en lirekasse den melodi, som også lød den dag, hendes mor døde, og hvor Eveline lovede hende at holde sammen på familien. I køen ved landgangen til skibet holder Frank Eveline i hånden, men pludselig standser hun op, som lammet: hun kan ikke rejse og bliver tilbage i land.:34-39 

### Efter løbet
Efter et internationalt bilvæddeløb uden for Dublin kører fire lystige unge mænd i en racerbil ind mod byen for at fejre løbet. En franskmand ved navn Ségouin er bilens ejer, mens hans fætter Rivière er elektriker. Bagi sidder en stor madelskende og musikalsk ungarer ved navn Villona, samt den unge irer Jimmy Doyle. Doyles far er en succesrig forretningsmand, som har sendt sin søn på katolsk skole i England, efterfulgt af jurastudium på universitetet i Dublin. Under et ophold i Cambridge har Jimmy mødt Ségouin, som er hotelejer med planer om også at blive bilforhandler, og som overtaler Jimmy og hans far til at investere i sit bileventyr. Jimmy er bevidst om, det er en stor beslutning, for han ved godt, hans fars penge er tilvejebragt ved hårdt arbejde. Inden de unge mænd skal spise middag sammen på Ségouins hotel, er Jimmy og Villona hjemme hos Jimmys stolte forældre for at klæde om. Middagen er udsøgt, og stemningen blandt de unge mænd er varm og livlig, grænsende til det overstadige. Routh, som er englænder, dukkede også op til middagen, og med ham diskuterer Jimmy ivrigt irsk selvstændighed. På gåturen efter middagen træffer selskabet en bekendt, amerikaneren Farley, som inviterer dem ud på sin yacht nede i havnen. På klaveret spiller Villona, mens de andre danser. Senere spiller de kort, om penge, mange penge. Kortspillet varer hele natten, og da det bliver daggry, er amerikaneren og Jimmy dem, der har tabt mest. Englænderen vandt.:40-46 

### To kavalerer
Han talte uden at lytte efter hvad andre sagde. Hans samtaler drejede sig stort set om ham selv: hvad han havde sagt til den og den, og hvad vedkommende havde sagt til ham, og hvad han havde sagt for at ordne sagen.
En sensommeraften går to unge mænd, som lever af tilfældige småjobs, tur i Dublins gader. Corley fortæller Lenehan om sin seneste kvindelige erobring, en tjenestepige, som Corley charmerer i en grad, så hun giver ham gaver. Corley soler sig i Lenehans beundring, se citat, men Lenehan er dog lidt bekymret for, om pigen er ”med på den”, og han spørger: ”Corley, du kan vel klare det, ikke?” Corley forsikrer sin ven om, han har styr på det med kvinder, nu hvor han har lært ikke at give penge ud på at underholde piger, og så ikke få noget ud af det selv. Corley fik dog sin vilje med én pige, men nu har han set, hun er blevet prostitueret.:47-51 
Nu om lidt skal Corley mødes med sin seneste erobring, og de to mænd aftaler at mødes igen et par timer senere. Pigen dukker op, de to venner skilles, og Lenehan ser lidt på afstand Corley og pigen stige på en sporvogn. Ventetiden fordriver Lenehan med at gå rundt i gaderne, mens han tænker på, om Corley ”havde klaret det”, og senere går han ind et tarveligt sted og får sig et måltid mad. Han er fyldt enogtredive og længes efter at få et bedre liv, med ordentligt arbejde og ”en god enfoldig pige […] der havde lidt grunker”. Han går videre, op og ned ad gaderne, og til sidst hen til det aftalte mødested, og får så efter lidt ventetid den tanke, at Corley ikke dukker op som aftalt. Men pludselig får Lenehan øje på de to og følger efter dem. Corley tager afsked med pigen, som går ned ad kældertrappen til et hus. Lidt senere kommer en anden dame ned ad husets hovedtrappe og hen til Corley, hvorefter han går afsted. Lenehan passer ham op og spørger nervøst hvordan det gik. Først svarer Corley ikke, men da Lenehan insisterer, standser Corley ved en gadelygte, strækker sin hånd frem og åbner den. På håndfladen ligger en lille guldmønt.:51-58 

### Pensionatet
Da mrs. Mooney til sidst mente at det rette øjeblik var inde, greb hun ind. Hun behandlede moralske problemer som en kødøkse behandler kød: og i dette tilfælde havde hun taget sin beslutning.
Mrs Mooney er blevet skilt fra sin drikfældige mand og driver nu et pensionat, hvor hun især har rejsende boende, foruden de fast beboere, for det meste unge mandlige kontorister. Datteren Polly er en slank pige på nitten, som moderen har skaffet arbejde som maskinskriverske på et kontor, hvor hun dog efterhånden jævnligt får besøg af sin anløbne far; moderen tager derfor Polly hjem, så hun kan hjælpe til i pensionatet. Hvilket er en succes, for de unge mænd kan ”godt lide fornemmelsen af at der er en ung kvinde i nærheden”. Mrs Mooney holder et vågent øje med sin datter og de unge mænd, og på et tidspunkt bemærker hun, ”der var noget på færde” mellem Polly og den unge mr. Doran. Den første tid reagerer mrs Mooney ikke, men holder øje med parret. Men en søndag formiddag skrider hun til handling, se citat. Først udfritter hun Polly om mr. Doran, og det forholder sig ganske rigtigt som hun troede. Mr. Doran er en mand midt i trediverne, som har ”set sig om i verden” og derfor er for moden til, at han kan bruge sin alder som undskyldning for at være kommet til at tage Pollys dyd, mener mrs. Mooney. Han bør derfor give den unge dame og hendes moder ”oprejsning”, også for sin egen skyld, for hans arbejdsgiver, et ”stort katolsk vinhandlerfirma” vil formentlig ikke se med milde øjne på en sådan opførsel hos en af deres ansatte. Mr Doran føler for sin part, at han har syndet, og mens mrs Mooney afhører sin datter, skrifter mr Doran sin synd for præsten. Han ved han bør gifte sig med hende, selv om hans familie ikke vil bryde sig om hverken hende eller hendes mor, og selv om Polly er ”en lille smule vulgær” og ikke taler helt korrekt engelsk, og selv om han derved opgiver sin frihed og ikke længere kan have sin gode indtægt for sig selv. Men Polly er betænksom og opmærksom over for ham, så ”måske kunne de blive lykkelige sammen”. Mrs Mooney beder nu mr. Doran om en samtale, og imens sidder Polly og venter spændt. Så lyder moderens stemme: ”Kom herned, min ven. Mr. Doran vil tale med dig.”:59-67 

### En lille sky
Tommy Chandlers arbejdsdag på det halvkedelige kontor nærmer sig fyraften, men i dag tager han ikke lige hjem til sin kone og deres lille søn, men skal mødes på en af Dublins fine barer med sin ungdomsven Ignatius Gallaher, som nu er en stor mand i Londons bladverden. De sås sidst for otte år siden, hvor Gallaher var noget af en rod, som ”drak rigeligt og lånte penge allevegne”, men nu er hans lykke i den grad vendt. Selv drømmer Chandler om et liv som skribent og digter, men dagligdagens trummerum virker ikke inspirerende på ham. Han er toogtredive og bliver kaldt Lille Chandler, ikke fordi han er lav, men fordi han giver ”indtryk af at være lille”, med sin spinkle skikkelse, små hænder og dannede manerer.:68-71 
Da han gik over Grattan Bridge så han ned langs floden mod de sydlige kajer og fik medlidenhed med de stakkels forkrøblede huse. Han syntes de lignede en flok landstrygere der krøb sammen på flodbredderne i deres gamle frakker, dækket med støv og sod, lamslået over solnedgangens panorama, hvor de ventede på at den første nattekulde skulle tvinge dem til at rejse sig, ryste sig og pakke sig bort.
På baren mødes de to og giver sig til at drikke whisky og ryge cigarer, mens Gallaher udbreder sig om sit spændende liv. Men han finder det også hektisk og er glad for at være kommet på en lille ferie i ”det kære, beskidte Dublin”. Gallaher fortæller om de mange fristelser i London og Paris, og opfordrer Chandler, som aldrig har været længere væk end Isle of Man, til at besøge Paris og se Moulin Rouge. Han spørger, om Chandler har familie, og rødmende fortæller Chandler om sin kone og søn, og inviterer Gallaher til at komme og besøge dem. Men Gallaher har desværre ikke tid, så det må blive en anden gang. Chandler har gradvist under samtalen opbygget en modvilje mod Gallaher, som Chandler finder er ”ham underlegen både hvad angik herkomst og uddannelse”, og han provokerer Gallaher ved at omtale en kommende mrs. Gallaher. Gallaher bedyrer, at det ikke bliver foreløbigt, at ”jeg stikker hovedet i løkken – hvis jeg nogen sinde gør det. – En dag gør du det, sagde Lille Chandler roligt. – Tror du det?” svarer Gallaher. Gallaher vil kun giftes, hvis hun er rig, og han fortsætter: ”Jeg har ikke lyst til at binde mig til én kvinde, forstår du […] Det må blive surt i længden, skulle jeg mene”.:72-80 
Chandler er kommet for sent hjem til aftensmad og har desuden glemt noget, hans kone bad ham om at købe. Nu går konen til købmanden, og lægger den sovende søn i Chandlers arme: ”Værsågo’. Lad være med at vække ham”. Han sidder med sin søn og kigger på fotografiet af sin kone, som forekommer ham kold og lidenskabsløs, og han er misundelig på Gallaher og hans liv. Han sætter sig til at læse digte af Byron, men pludselig vågner drengen og giver sig til at græde. Chandler forsøger at berolige ham, men gråden fortsætter, og Chandler bliver irriteret og råber ”Hold op!” Nu begynder barnet at hyle højt og vedvarende, og kort tid efter kommer konen hjem og bliver forskrækket over gråden: ”Hvad har du gjort ham? råbte hun og stirrede ham ind i ansigtet.” Chandler fyldes af skam og anger.:80-83 

### Modparter
Mr. Farringtons arbejde som kontorist hos en sagfører består i at skrive tekster af, med pen og blæk. Han kaldes op til til sin chef, som skælder ham ud, fordi han er bagud med sin opgave, og desuden fordi han altid holder for lang frokostpause. Farrington genoptager irriteret sit arbejde, men er nu blevet tørstig og kan ikke koncentrere sig, så han går hen på pubben og får sig en øl. Da han kommer tilbage, kaldes han på ny til chefen, som beder ham finde en sagsmappe, for en vigtig klient. Da det er gjort, vender Farrington igen tilbage til sit arbejde, men er nu ved at eksplodere af raseri, og glæder sig til en adspredende druktur med vennerne om aftenen. Men han mangler stadig mange sider at skrive, og han har ingen penge at gå i byen for og spekulerer på, hvordan han skal få et forskud på sin løn. Så dukker chefen op for tredje gang og påstår, der mangler to breve i sagsmappen. ”Jeg ved ikke noget om to breve til”, svarer Farrington – som udmærket er klar over, han ikke har nået at kopiere de to breve. Chefen hidser sig op og spørger ham: ”Tror De at jeg er fuldkommen idiot?” Hvortil Farrington kækt svarer: ”Jeg synes ikke, sir […] at det er et rimeligt spørgsmål at stille mig.” Herover bliver chefen så fortørnet og rasende at han råber: ”De uforskammede bandit! […] De kan gå deres vej, siger jeg, eller også giver De mig en undskyldning!”:84-89 
Farrington bliver nødt til at give chefen en ynkelig undskyldning, og han ved, at kontoret nu bliver en hvepserede for ham, også fordi han altid har været på kant med chefen, helt fra dengang, chefen tilfældigt overhørte ham efterabe dennes nordirske accent for kollegerne. Efter fyraften er Farrington tørstig, men flad. Han kommer i tanke om, han kan pantsætte sit ur, og hos pantelåneren får han seks shilling for det. På deres stamværtshus møder Farrington sine venner Nosey Flynn, O’Halloran og Paddy Leonard, og han nyder at fortælle dem historien om, hvordan han satte chefen på plads, og de kvitterer med at købe omgange til hinanden. Så dukker Farringtons kollega Higgins op, og han fortæller sin egen levende version af historien, til stor morskab for dem alle. Nu går Nosey Flynn og Higgins hjem, mens de tre andre fortsætter på et andet værtshus. Her præsenterer Leonard de to andre for en englænder ved navn Weathers, en tivoliakrobat som slutter sig til det tørstige selskab, hvor Leonard og Farrington skiftes til at give omgange; Weathers giver ingen omgange, men skal til gengæld have apollinaris til sin whisky. Da værtshuset lukker, fortsætter man på et andet, hvor der dukker to unge engelske damer op, som Weathers kender fra sit tivoli. Den ene dame virker tiltrækkende på Farrington, og hun flirter med ham med øjnene, men da hun går, ser hun ikke på Farrington, som er skuffet – og forbitret over, han nu igen ingen penge har. Nu begynder Weathers at prale af sine kræfter, og viser sin overarm frem, og Farrington, som er en ”høj og svær” mand, overtales til at ”hævde nationens ære”, så nu skal de to lægge arm. Her må Farrington se sig besejret af englænderen, ikke én men to gange.:90-94 
I sporvognen på vej hjem til sin kone og fem børn føler Farrington sig ydmyget, vred og hævngerrig. Derhjemme er ilden i køkkenet næsten gået ud, for hans kone er gået i kirke. Den ene søn vil lave maden klar til sin far, som imidlertid gribes af vrede over det med ilden, tager stokken bag døren og slår løs på drengen – som igen og igen lover sin far, han nok skal sige et ”Hil dig, Maria”, hvis han lader være med at slå.:94-96 

### Ler
Maria, som er ugift og lidt oppe i årene, arbejder som en meget vellidt køkkenpige på Dublin by Lamplight, en protestantisk drevet institution for faldne kvinder med et tilknyttet vaskeri, hvor kvinderne arbejder. Det er allehelgensaften, og Maria har fået lov at gå tidligt, for hun skal besøge familien Donnelly, hvor hun er kommet i mange år, og hvor hun passede manden Joe og hans bror Alphy, da de var små. Joe er nu gift og har børn, bl.a. en søn Alphy, men er blevet uvenner med sin bror. På vejen køber Maria småkager til børnene og et stykke plumkage til Joe og hans kone. I den fyldte sporvogn rejser en ældre herre sig høfligt for Maria, og giver sig så til at sludre med hende. Hos Donnellys er alle glade for at se Maria, men Maria opdager, plumkagen er væk; hun må have glemt den i sporvognen. Det ødelægger dog ikke den gode stemning, og Joe er i vældig godt humør. Men da Maria prøver at lægge et godt ord ind for broderen Alphy, bliver Joe vred og siger, han ikke længere er hans bror. Men stemningen bliver god igen, og børnene giver sig til at lege en gammel spådomsleg til allehelgensaften, hvor man med bind for øjnene skal vælge mellem underkopper med forskellige ting i. Én får bønnebogen (tegn på man skal i kloster), en anden får skålen med vand (tegn på frugtbarhed), mens en tredje får ringen (tegn på ægteskab). Da Maria bliver bedt om også at vælge, får hun med bind for øjnene ”noget blødt og vådt mellem fingrene” (nemlig ler, tegn på død), og der bliver helt stille i stuen. Fru Donnelly skælder ud på naboens piger, som er kommet med leret, og da Maria prøver igen, får hun bønnebogen. Senere spiller fru Donnelly på klaveret, og Joe spørger Maria, om ikke hun vil synge en sang. Maria synger en sang (fra anden akt af den irske komponist Balfes opera Den bøhmiske Pige), men springer andet vers over, hvor bejleren anmoder om den unge piges hånd.:97-104 

### Et sørgeligt tilfælde
Hendes selskab var som en varm jordbund om en eksotisk plante. […] Den mørke tyste stue, deres afsondrethed, den musik der stadig vibrerede i deres ører forenede dem. Denne forening opløftede ham, sleb hans væsens grove kanter af, fyldte hans sjæleliv med følelse.
Mr. Duffy er omkring de fyrre og har i mange år arbejdet i en bank. Han lever et stille liv i frivillig ensomhed og har “hverken kammerater eller venner, kirke eller tro”, men holder af Mozart og går nu og da til opera eller koncert. Her sidder han en aften ved siden af en dame på hans egen alder, og de udveksler bemærkninger. Nogle uger senere mødes de igen tilfældigt til en koncert, og snakker igen sammen. Og da de så mødes tilfældigt en tredje gang, tager Duffy mod til sig og aftaler at mødes med hende igen. Det bliver det første af mange møder, hvor mr. Duffy og mrs. Sinico opbygger et tættere og tættere forhold, og ”lidt efter lidt flettede hans tanker sig ind i hendes”. (Mr. Sinico er kaptajn, arbejder til søs og er uinteresseret i sin kone.) Duffy deler sine tanker med mrs. Sinico og betror sig til hende, bl.a. om sine skuffelser med politisk arbejde i det irske socialistparti, som opløstes i fraktioner p.g.a. stridigheder. Og mrs. Sinico tager imod ham og lytter til ham i sit lille hus, hvor de ofte sidder forenede i mørke og snakker fortroligt, se citat – og hvor pludselig en aften mrs. Sinico ”lidenskabeligt greb hans hånd og trykkede den til sin kind”. Dette overrasker Duffy meget, som ”levede en lille smule på afstand af sin krop”. Under en lang gåtur i en park en uges tid senere aftaler de to at ”afbryde deres samkvem”, men på vej hen til sporvognen ”begyndte hun at ryste så voldsomt at han, idet han frygtede at hun skulle bryde sammen endnu en gang, hurtigt tog afsked og forlod hende”.:105-110 
Kærlighed mellem en mand og en anden mand er umulig, fordi der ikke bør være noget kønsligt samkvem, og venskab mellem en mand og en kvinde er umuligt, fordi der bør være kønsligt samkvem.
Mr. Duffy vender tilbage til ”sin jævne livsform”, men holder op med at gå til koncerter. Han læser Nietzsche og skriver sentenser, se citat. En aften fire år senere læser han i avisen under overskriften ”Et sørgeligt tilfælde” om en treogfyrreårig mrs. Sinico, som er blevet kørt ihjel af toget. Både mr. Sinico og datteren Mary fortæller politiet, at mrs. Sinico de seneste par år er blevet ”noget drikfældig”. Duffy læser historien igen og igen, og oprøres over hendes misbrug og død: ”Ikke alene havde hun nedværdiget sig selv, hun havde nedværdiget ham.” Men da det bliver mørkt, er det som om ”hendes hånd rørte hans”. Han går ned på pubben og bestiller varm punch, og sidder og tænker over sin tid med hende, og det går op for ham, hun er død. Flere timer senere, på vej hjem gennem parken, er det som om ”hun var ham nær i mørket. Der var øjeblikke hvor han syntes han kunne mærke hendes stemme røre hans øre, hendes hånd røre hans. Han stod stille og lyttede. Hvorfor havde han forholdt hende livet? Hvorfor havde han dømt hende til døden? Han følte sin moralske natur smuldre. […] Hans livs retlinethed nagede ham; han følte at han var blevet udstødt fra livets fest.” Senere udviskes disse nagende tanker gradvist, og når Duffy standser og lytter, er der helt stille.:110-115 

### Ivy Day i Udvalgsværelset
Arbejderen tager alt slæbet og får ikke noget ud af det. Men det er arbejdet der frembringer alting. Arbejderen er ikke på udkig efter en god stilling til sine sønner eller nevøer eller fætre. Arbejderen vil ikke slæbe Dublins ære i snavset for at behage en tysk monark.
I udvalgsværelset i Wicklow Street er den gamle portner Jack ved at tænde op i ovnen, mens unge Mat O’Connor ruller sig en smøg. De har hjulpet deres nationalistiske kandidat Richard Tierney i kommunalvalgkampen ved at stemme dørklokker, og nu er de gået indenfor for at få varmen, mens de venter på kandidaten dukker op, så de kan få deres penge. Imens beklager gamle Jack sig over sin dovne nittenårige søn. Nu dukker Joe Hynes op og spørger, om O’Connor har fået sine penge. Snakken går om politik, om kandidater fra arbejderklassen er bedre end dem fra højere sociale lag, og senere om den (nyudråbte) britiske kong Edward, eller ”king Eddie” som den venstreorienterede:226  Hynes kalder ham, som har luftet planer om at besøge Irland; men Hynes har ikke tænkt sig ”at ligge på maven for en udenlandsk konge”. Nu dukker en meget forfrossen mr. Henchy op. Han udveksler valgkampsnyt med O’Connor og Hynes, og beder gamle Jack om at lægge på ilden, mens han betvivler, om man altid kan stole på de politiske skribenter, eller om nogle af dem arbejder for briterne. Henchy har ikke meget fidus til Tierney, som han kalder ”Tricky Dicky”, og tror det bliver svært at få penge fra ham. Da Hynes lidt senere er gået, diskuterer de tilbageværende hvad Hynes’ ærinde med at komme der egentlig er, udover at tjene nogle penge. Henchy tror Hynes er spion for modkandidaten Colgan (som kommer fra arbejderklassen):226 . Nu dukker fader Keon op, men går straks igen, for ”jeg skulle bare finde mr. Fanning…” De andre kan ikke helt blive kloge på, hvad for en slags præst fader Keon egentlig er, og hvad han lever af.:116-125 
Mr. Crofton [...] var tavs af to grunde. Den første, som i sig selv var tilstrækkelig, var den, at han ikke havde noget at sige; den anden grund var den, at han betragtede sine kammerater som stående under ham. Han havde været husagitator for Wilkins, der var konservativ, men da de konservative havde trukket deres mand tilbage og, for at vælge det mindste af to onder, havde givet den nationalistiske kandidat deres støtte, så var han blevet engageret til at arbejde for mr. Tierney.
Henchy har bedt Tierney om at sende tolv flasker stout hen til udvalgsværelset, så hans hjælpere kan få stillet tørsten, men i stedet kom en præst, så Henchy konkluderer, man ikke kan stole på Tierney – eller på nogen politiker, for de meler blot deres egen kage. Og så har gamle Jack hørt fra borgmesterens portner, at borgmesteren nogen gange nøjes med koteletter til middagsmad, og det synes ingen i lokalet er mad, der er en borgmester værdig. Nu kommer der et bud fra pubben med tolv flasker stout, og gamle Jack, O’Connor og Henchy tager hver en flaske, mens Henchys syn på Tierney skifter til det mere positive. Han fortæller også stolt, at han i dag har skaffet Tierney sikre stemmer. Han stemte dørklokker sammen med Crofton, som Henchy dog ikke mener er meget bevendt som husagitator. I det samme kommer samme Crofton ind i lokalet, sammen med sin ven Bantam Lyons, og de bliver budt på stout. Henchy fortæller igen om de stemmer, han og Crofton skaffede, og fortsætter med at forsvare kong Edwards kommende besøg: ”Det vi har brug for i dette land [...] det er kapital. Kongens besøg her kommer til at betyde tilstrømning af penge til landet. Dublins indbyggere vil nyde godt af det.” Hertil nævner O’Connor Parnell, som han ikke tror ville have bifaldet kongebesøget. Hertil svarer Henchy: ”Parnell [...] er død”, og fortsætter med at forsvare kong Edward, mens Lyons sætter spørgsmålstegn ved såvel Parnells som kongens moral og livsførelse.:125-130 
Dagen er 6. oktober 1902, elleveårsdagen for den store nationalist Charles Stewart Parnells død, og O’Connor, som ligesom Hynes går med et vedbendblad i reversen til minde om Parnell, synes man skal holde inde med at kritisere ham. I stedet beder O’Connor Hynes om at læse det digt om Parnell op, som O’Connor ved han har skrevet. Novellen slutter med de andres bifald, efter at Hynes har læst sit sentimentale digt, hvor Parnells fald fra magtens tinde tilskrives de, som forrådte ham.:131-134 

### En mor
Som ung var mrs. Kearney ”blevet uddannet i en fornem klosterskole, hvor hun havde lært fransk og klaverspil”. Da hun var giftefærdig, blev hun ”sendt rundt til mange hjem, hvor hendes spil og elfenbensmanerer blev meget beundret”, men hun afviste alle sine unge bejlere. En dag gifter hun sig så alligevel, med en støvlemager ved navn Kearney, en ældre, stille, arbejdsom og from mand. De har det godt sammen og får to døtre, hvoraf den ene, ligesom sin mor, bliver sendt ”i en god klosterskole, hvor hun lærte fransk og klaverspil”. Inspireret af den irske nationalisme ansætter mrs. Kearney også en irsklærer til sin datter. Mr. Holohan, som er vicesekretær i selskabet Eire Abu (Leve Irland), får øjnene op for den unge Kathleen Kearneys evner ved klaveret, og han tilbyder hende engagement med at akkompagnere sangerne ved fire store koncerter, hans selskab vil arrangere. Mrs. Kearney udfærdiger sammen med arrangøren, som er uden erfaring med sådant, en kontrakt for de fire koncerter lydende på en betaling af otte guineas til datteren. Moderen kaster sig også med ildhu ind i koncertforberedelserne, bestemmer de optrædendes rækkefølge, udfærdiger plakaternes tekst,  sørger for sin datters koncertkjole og køber fribilletter til venner og bekendte.:135-137 
Hun respekterede sin mand på samme måde som hun respekterede Hovedpostkontoret, som noget stort, trygt og stationært; og selv om hun godt vidste hvor få talenter han havde, satte hun pris på hans abstrakte værdi som mand. Hun var glad for at han havde foreslået at gå med hende. Hun tænkte sine planer igennem.
Da mor og datter ankommer til koncertsalen før den første koncert, bliver mrs. Kearney urolig, for der er ikke styr på tingene, og kun få publikummer. Desuden begynder koncerten ikke til tiden, og numrene er af meget svingende kvalitet – fordi selskabet uden om mrs. Kearney har ændret i rækkefølgen, for at gemme de gode navne til den sidste koncert – så at ”de få mennesker i salen blev færre og færre”. Næste aftens koncert er bedre besøgt, men mest af folk med fribilletter, som opfører sig ”utilbørligt som om koncerten var en uofficiel generalprøve”. Da mrs. Kearney hører, man har bestemt sig for at aflyse den tredje koncert og satse på fuldt hus til om lørdagen, opsøger hun mr. Holohan, men han har travlt og henviser hende til sekretæren mr. Fitzpatrick. Mrs. Kearney vil sikre sig, at datterens kontrakt på 8 guineas for fire koncerter står ved magt, men mr. Fitzpatrick ”var åbenbart ikke i stand til at løse problemet og sagde, at han ville forelægge sagen for komiteen”. Mrs. Kearney bliver igen urolig, for hun har ikke hørt om nogen komite, og til den afsluttende koncert er hun glad for, hendes mand også kommer med, se citat. Her kan hun imidlertid hverken finde mr. Holohan eller mr. Fitzpatrick, men kun ”en lille dame, der hed miss Beirne” og som ikke er meget bevendt. Efter at mrs. Kearney har introduceret sin datter for nogle af de store solister, opsøger hun mr. Holohan vedrørende kontrakten, men han henviser igen til mr. Fitzpatrick, hvortil en ophidset mrs. Kearney spørger: ”Var det ikke Dem selv, der kom med kontrakten til hende?” Nu får mr. Holohan travlt med at beværte musikkritikeren mr. O’Madden Burke, som er en tørstig natur.:138-143 
Salen er godt fyldt, men da koncerten skal gå i gang, sker der ingenting. For Kathleen på klaveret nægter at spille, før hun har fået sine penge. Selvom mr. Holohan protesterer og peger mod publikum, står mrs. Kearney fast, og efter nogen forvirring betaler mr. Fitzpatrick hende fire pund-sedler, og siger ”hun skulle få den anden halvdel i pausen”. Koncerten går i gang, og første halvdel er en succes, undtagen den berømte London-sopran madame Glynns nummer, som hun synger ”gispende og med luft på stemmen”. Imens er der i ”garderoben en myretue af ophidselse”, med mr. Holohan, mr. Fitzpatrick og musikkritikeren i det ene hjørne og mr. og mrs. Kearney sammen med et par af de optrædende i det andet hjørne. Mens musikkritikeren finder mrs. Kearneys optræden skandaløs, insisterer hun på, hendes datter skal have sin betaling nu. Mr. Fitzpatrick og mr. Holohan siger, de resterende penge bliver betalt, når komiteen har holdt møde den følgende tirsdag, samt at hvis ikke Kathleen spiller i anden del, betragtes kontrakten som misligholdt. Da mrs. Kearney står fast, gennemføres anden del uden Kathleen, idet hendes veninde miss Healy ”venligt [havde] indvilliget i at spille et par af akkompagnementerne”. Mrs. Kearneys opførsel fordømmes fra alle sider, og hun forlader stedet sammen med sin mand og datter, som ”fulgte spagfærdigt efter sin mor”.:144-148 

### Nåde
Tom Kernan, en afdanket og drikfældig midaldrende handelsrejsende, ligger livløs efter at være faldet ned ad trappen på et værtshus. Ingen kender ham, men han bliver båret op og bragt til bevidsthed igen med et glas cognac. Nu dukker den unge mr. Power op og spørger, hvad der er i vejen med hans gamle ven Tom, og lover den tilkaldte betjent at følge ham hjem. I hestedrosken klager Kernan over smerter, og det viser sig, han i faldet har bidt et stykke af sin tunge. Hjemkommet bliver Kernan hjulpet i seng af sin kone, mens Power underholder børnene i køkkenet. Over for konen bedyrer Power sin uskyld vedrørende Kernans tilstand. Hun tror på ham, kender ham som sin mands ven, men er nysgerrig efter, hvem der så har været med til at drikke hendes mands penge op. Mr. Power lover konen at hjælpe hendes mand på ret køl. Mens mrs. Kernan skiftevis passer sin mand og skælder ham ud, mindes hun da hun femogtyve år tidligere blev gift med en munter og velklædt Tom Kernan. Hurtigt blev deres samliv dog til kedelig rutine, i takt med at der kom børn, se citat.:149-155 
[Som nygift gik mrs. Kernan ud af kirken] arm i arm med en munter, velnæret mand, som var nydeligt klædt i skødefrakke og lavendelgrå bukser, og som stilfuldt balancerede med en silkehat på den anden arm. Da der var gået tre uger fandt hun en hustrus liv kedsommeligt, og senere, da hun begyndte at synes det var uudholdeligt, blev hun mor.
To aftener senere kommer Toms venner på besøg. Foruden unge Jack Power er det den ældre Martin Cunningham, som ligesom Power er politimand, og som ligesom mrs. Kernan har en drikfældig ægtefælle, samt mr. M’Coy, der har en fortid som sanger, men som derefter har haft mange forskellige jobs. De har lagt en plan for Tom, som kun hans kone er bekendt med. De begynder med at spørge til deres vens tilstand, og fortæller ham lidt om hans uheldige aften. Tom mindes, han var sammen med to mænd, men husker kun den ene, en vis Harford, en drikfældig pengeudlåner, som hans bekendte omtaler som ”irsk jøde og analfabet”. Samtalen fortsætter om løst og fast, da mrs. Kernan kommer ind med en bakke med drikkevarer til gæsterne, men kun dem. Så begynder de tre gæster at snakke indforstået om det møde, de snart skal til. Tom Kernan bliver nysgerrig, men så affejer Cunningham ham: ”det er bare et lille… åndeligt anliggende”. Mr. Power vælger dog at spytte ud, og fortæller at de tre har valgt at gå på vandvognen og vil deltage i en andagt, jesuiterne afholder, for at blive bedre mennesker. Og Cunningham vender sig pludselig mod Tom og spørger, om han ikke også vil være med. Først vil Tom ikke vide af ideen, og han afviser de andres lovprisninger af jesuiternes gode egenskaber. Nu falder talen på skift på forskellige gode prædikanter, og da M’Coy nævner fader Tom Burke, mindes Tom Kernan, han engang hørte fader Burke prædike overbevisende om den forrige pave. Tom Kernan, som har protestantisk baggrund, men konverterede til katolicismen, da han blev gift, har ikke sat sine ben i en kirke i tyve år. Alligevel virker han nu venligere stemt over for katolicismen.:155-165 
Nu slutter købmanden mr. Fogarty sig til selskabet, og overbringer Tom Kernan en flaske god whisky, en gave som Tom sætter stor pris på, for han har nemlig en ubetalt regning hos købmanden. Med whisky i glassene fortsætter samtalen med en diskussion af forskellene mellem den nuværende pave (Leo XIII) og hans forgænger (Pius IX), og et stort kirkemøde med ”kardinaler og ærkebiskopper og biskopper”, foruden paven selv, hvor to mænd talte imod alle de andre, nemlig en tysk kardinal og så den irske ærkebiskop af Tuam, John MacHale. Ved dette navn vågner Kernan op: ”Er det John af Tuam?” Cunningham, som har ført ordet, bekræfter. Og fortæller så, at da paven på mødet rejste sig ”og erklærede ufejlbarligheden for at være et kirkens dogme ex cathedra”, rejste den før så stejle John MacHale sig og sagde ”Credo!”, som tegn på underkastelse. Kernan har engang set John MacHale, og inspireret af al denne religiøse snak indvilliger han i at gå med til andagten og skriftemålet - men da det går op for ham, han skal stå med et tændt lys i hånden, modsætter han sig alligevel.:165-171 
[Præsten var] deres åndelige bogholder; og han ville gerne at hver eneste én af hans tilhørere åbnede sin bog, sit åndelige livs bog, for at se om den stemte nøjagtigt med samvittigheden.
I den næsten fyldte jesuiterkirke sidder de fem venner sammen med en mængde ”velklædte og ordentlige” herrer, heriblandt pengeudlåneren Harford og valgbestyrer Fanning. Kernan genkender flere af de tilstedeværende, og føler ”sig mere hjemme”. Den korpulente og rødmossede præst bestiger med besvær prædikestolen og prædiker over lignelsen i Lukasevangeliet om den uærlige godsforvalter, som han finder er en passende bibeltekst til forretningsmænd, se citat.

### De døde
De to ældre frøkener Kate og Julia Morkan afholder også i år deres store velbesøgte julebal for Dublins bedre borgerskab. Folk er begyndt at strømme til, og viceværtens datter Lily tager imod overtøjet og viser tilrette. De to frøkener venter spændt på deres kære nevø Gabriels ankomst. Også fordi de er bange for, Freddy Malin ”skulle ankomme i beruset tilstand” og gøre skandale, hvilket de stoler på, Gabriel vil kunne håndtere. Da Gabriel og hans kone Gretta endelig ankommer, er de lettede. Gabriel er til gengæld lidt nervøs for, om den tale, han snart skal holde, måske er lidt for højtravende til publikum i salen. Imens underholder mr. Browne nogle damer med spøgefuldheder og sød punch, mens han selv tager sig en whisky. Der bliver spillet op til kvadrille, og frøkernes niece Mary Jane gør danserne klar på dansegulvet. Da dukker Freddy Malin op; Gabriel går hen for at undersøge hans tilstand, og rapporterer til de to frøkener, at det ikke er så slemt med ham i aften.:175-185 
Mary Jane overtager klaveret og spiller ”sit Akademistykke, der var fuldt af løb og vanskelige passager”, men selv om hverken Gabriel eller de fleste andre bryder sig om den slags musik, klapper de begejstret, da hun er færdig, ikke mindst fire unge mænd, som næsten demonstrativt forlader lokalet, da hun begynder, og vender tilbage, da hun når til afslutningen. Så danses der lanciers, og Gabriel danser med miss Ivors, en ”snaksom ung dame med ligefremme manerer, et fregnet ansigt og udstående brune øjne”. Hun inviterer ham og hans kone med på en tur med hende og hendes venner, til Aranøerne, ud for Galway. Gabriel afslår invitationen, for han skal med venner på cykeltur i Frankrig og Belgien. ”Og hvorfor tage til Frankrig eller Belgien, sagde miss Ivors, - i stedet for at besøge sit eget land?” Hertil svarer Gabriel, at ”[jeg har] kvalme af mit eget land, kvalme!” Så fortæller miss Ivors Gabriel, hun har opdaget, han skriver i (den britiske avis) Daily Express, og kalder ham foragteligt for vestbrite (britisk-venlig irer). Gabriel forsvarer sig med, at han skriver litteraturanmeldelser, som han ikke opfatter som politisk stof. Miss Ivors siger, hun kun sagde det for at drille ham, men Gabriel føler sig ydmyget og gjort til grin. Optrinnet blev bemærket af de øvrige gæster, og da Gretta spørger sin mand, hvad det var han skændtes med miss Ivory om, fortæller han kun, at han afslog hendes invitation til Aranøerne. Men Gretta vil gerne se Galway igen. ”Du kan tage af sted, hvis du har lyst, sagde Gabriel koldt.”:185-191 
Der vokser en ny generation op i vor midte, en generation der er påvirket af nye ideer og nye principper. Den ser med alvor og begejstring på disse nye ideer, og denne begejstring er, tror jeg, selv når den bliver ledt i den forkerte retning, hovedsagelig ægte. Men vi lever i en skeptisk og, om jeg må bruge dette udtryk, i en tankeforpint tidsalder: og somme tider frygter jeg, at denne nye generation, som er uddannet eller rettere overuddannet, kommer til at mangle egenskaber som menneskelighed, gæstfrihed og venlig humor, noget som hørte en ældre tid til.
Mens Gabriel gennemgår stikordene til sin tale, længes han væk fra selskabet og ud til ensomheden i den snedækkede park udenfor. Han bliver nervøs ved tanken om, at miss Ivors, som drillede ham, skal overvære talen. Tante Julia synger ved klaveret en af sine gamle sange, med ”stærk og klar” stemme, og høster stort bifald fra gæsterne. Tante Kate bemærker, at hun finder det er spild af tid, at Julia synger i kirkekoret, med den stemme. Hertil svarer Julia, at hun finder det forkert, at kirken nu foretrækker drengekor, fremfor kvindestemmer. Trods Mary Janes og Grettas ihærdige forsøg på at overtale hende til at blive, har miss Ivors besluttet sig for ikke at spise med, og hun forlader selskabet. Imens har man sat sig til bords, og Gabriel skærer gåsen og skinken for. Bordet er overdådigt dækket, og der er tilbehør af enhver art: gele, syltetøj, rosiner, mandler, figner, foruden diverse søde sager og en stor plumbudding. Ved bordet går snakken om opera, om hvorvidt nutidens store sangere, fx Caruso, er bedre eller dårligere end tidligere tiders, fx den gamle engelske tenor Parkinson. Samtalen runder også et gæstfrit irsk munkekloster, hvor munkene sover i kister, som skal ”minde dem om deres endeligt”. Så sænker der sig gradvist en forventningsfuld stilhed over selskabet, inden Gabriel rejser sig og holder sin tale. Hvori han, efter at have rost værtsparrets gæstfrihed, hæfter sig mere overordnet ved traditionel ”ægte, varmhjertet, høflig irsk gæstfrihed”. Han fortsætter med at udtrykke sin frygt for, at tidens unge ikke evner at videreføre denne irske tradition, se citat, og slutter talen med at kalde Kate, Julia og Mary Jane for ”Dublins musikverdens Tre Gratier”.:191-206 
Han ville kalde blidt på hende:
–  Gretta!
Måske ville hun ikke høre det med det samme: hun ville være ved at klæde sig af. Så ville der være noget i hans stemme der slog hende: Hun ville vende sig om og se på ham...
Tidligt næste morgenen prøver man at skaffe drosker, så gæsterne kan komme hjem gennem den snedækkede by. I ventetiden fortæller Gabriel en historie om sin bedstefar, som en dag ville køre til en militærparade i hestevogn, med den hest der til daglig gik rundt i hestegangen på hans mølle; det gik fint, indtil vogn og hest nåede til  rytterstatuen af William af Orange – hvorefter hesten begyndte at gå rundt og rundt om statuen. Mens den første droske kører afsted, får Gabriel øje på sin kone Gretta, som står stille oven for trappen og lytter til nogen der synger til klaver. Det viser sig at være en af gæsterne, tenoren D’Arcy som Mary Jane aftenen før plagede om en sang. Da han og pianisten kommer ned, afviser han at synge mere, for han har ingen stemme pga. forkølelse. Gretta vil vide, hvad sangen hedder; The Lass of Aughrim, svarer tenoren. Sammen med ham forlader Gabriel og Gretta snart efter selskabet; på vejen hjem vokser et vældigt begær frem i Gabriel, efter at være alene med sin kone, og helt tæt på hende: ”Blodet løb pulserende gennem hans årer; og tankerne tumlede gennem hans hjerne, stolte, frydefulde, ømme, dristige”. Han forestiller sig, hvad der vil ske, når de kommer hjem på hotelværelset, se citat.:206-216 
Mens han havde været opfyldt af minder om deres hemmelige samliv, opfyldt af ømhed og fryd og begær, havde hun i tankerne sammenlignet ham med en anden.
Da de kommer hjem, og Gabriel kalder på sin kone, kan han se, hun er træt, og hans håb om et erotisk møde svinder. Men lidt senere ”hævede hun sig pludselig op på tåspidserne, hvilede sine hænder let mod hans skuldre og kyssede ham”, og hans håb stiger igen. Han holder om hende og spørger retorisk, hvad hun tænker på, men overraskes af hendes svar: ”Åh, jeg tænker på den sang, The Lass of Aughrim”. Og Gretta fortæller nu for første gang sin mand historien om en ung dreng fra Galway, som sang den sang og som hun engang var meget fortrolig med, men som blev syg og gik hen og døde, efter at være gået ud i den kolde regn for at besøge Gretta. Gretta ”tror han døde for min skyld”, fordi Gretta skulle rejse bort. Gabriel indser, hans erotiske planer er gået i vasken, se citat. Han lægger sig forsigtigt i sengen ved siden af sin sovende kone, og udenfor begynder det igen at sne.:216-224 

### Danske oversættelser
- James Joyce (1998): Dublinfolk. Gyldendals Bogklubber, 227 sider, oversat af Anne Marie Bjerg, ISBN 87-00-62317-2
- James Joyce (2023a): Dublinere. People's, 291 sider, oversat af Karsten Sand Iversen, ISBN 9788772389608
- James Joyce (2023b): Dublinere. Turbine, 272 sider, oversat af Niels Lyngsø, ISBN 9788740698541